# NetBeans
A NetBeans egy integrált fejlesztői környezet, ami a Java nyelven alapul. A program grafikus fejlesztőfelületet kínál a különböző alkalmazások, Appletek vagy akár JavaBeanek elkészítéséhez, amelynek segítségével könnyebben, gyorsabban tudjuk fejleszteni saját programjainkat.

## Története
A NetBeans története 1996-ban kezdődött, egy Xelfi (szójáték a Delphi-vel kapcsolatban) nevű Java IDE tanuló projekttel prágai Károly Egyetem Matematika és Fizika Karán. 1997-ben Roman Staněk céget alakított a projekt köré és elkészítette NetBeans IDE kereskedelmi verzióját. A Sun Microsystems 1999-ben megvásárolta, majd a következő év júniusában megnyitotta a forráskódját. Azóta a NetBeans közösség folyamatosan növekszik. 2010-ben a Sunt (és így a NetBeanst is) az Oracle vásárolta fel.

### Apache NetBeans
Nem sokkal a 8.2 kiadás előtt az Oracle bejelentette, hogy a NetBeans fejlesztését az Apache Software Foundation-nek adja át. Csaknem két teljes évbe került, míg az Oracle jogászai átnézték, átadták a kódot, s a lelkes fejlesztői csoportnak sikerült összehozni az első független kiadást, ekkor még az Apache Incubator projekt alatt. Az Oracle, Apache tranzakció jelenleg is folyamatban van, idáig a Java SE, HTML/JavaScript, Groovy, Java EE, valamint a Wiki és a Tutorial-ok kerültek át. Folyamatban van a C/C++ támogatás átadása 2020 szeptemberére várható.
2019. április 27.-én nem sokkal a 11.0-ás kiadás után az Apache NetBeans projekt az Apache Software Foundation teljes értékű projektjévé vált.

### Jelenlegi kiadások

#### Apache NetBeans 11.3 (2020. március 4.)
Java 14 támogatás, sötét témák és FlatLaF integráció. JSF 2.3, Gradle valamint egyéb platform frissítések.

#### Apache NetBeans 11.2 (2019. november 1.)
Java 13 nyelvi elemek támogatása és PHP frissítések.

#### Apache NetBeans 11.1 (2019. július 22.)
Fontosabb Fejlesztések: Java EE 8, Gradle Web Projekt, PHP 7.4, futtatható java fájlok JEP-330
Az első kiadás, ami már nem az inkubátor projekt részeként készült.

#### Apache NetBeans 11.0 (incubator) (2019. április 4.)
Fontosabb Fejlesztések: Java EE, JDK 12, Gradle

#### Apache NetBeans 10.0 (incubator) (2018. december 27.)
Fontosabb Fejlesztések: JDK 11, JUnit 5, HTML + JavaScript, PHP 7.0

#### Apache NetBeans 9.0 (incubator) (2018. július 29.)
Fontosabb Fejlesztések: JDK 9, 10
Ez az első kiadás az Apache égisze alatt, ekkor még csak a Java SE-ért felelős modulok kerültek átadásra.

### Apache előtti Idők
A NetBeans IDE 6.8 volt az első IDE, amely teljes támogatást nyújtott a Java EE 6-hoz és a GlassFish Enterprise Server v3-hoz.
2010 júniusában kiadták a NetBeans IDE 6.9-t, amely támogatást biztosított az OSGi-hoz, Spring Framework 3.0-hoz, Java EE függőség beszúráshoz (JSR-299), PHP-s Zend Framework-höz, könnyebb kód navigációhoz (mint pl. "Is Overridden/Implemented" annotations), formázáshoz, tippekhez, és különböző nyelveken keresztüli kód újraszervezéshez.
2011 áprilisában kiadták a NetBeans IDE 7.0-t.
2011. augusztus 1-jén, a NetBeans Team kiadta a NetBeans IDE 7.0.1-t, amely teljes támogatást biztosított a Java SE 7 platform hivatalos kiadásához.
2013 februárjában kiadták a NetBeans IDE 7.3-at, amely HTML5-tel és webes technológiákkal kibővített támogatást tartalmazott.
A NetBeans IDE 7.4-et 2013 októberében adták ki.
A NetBeans IDE 8.0-t 2014. március 18-án adták ki.
A NetBeans IDE 8.1-t 2015. november 4-edikén adták ki.
A NetBeans IDE 8.2-t 2016. on October 3-adikán adták ki.